# Generali Open 2000
Generali Open 2000 — тенісний турнір, що проходив на ґрунтових кортах у місті Кіцбюель, Австрія з 24 липня . Належав до категорії ATP International Series Gold, був турніром серії Austrian Open Kitzbühel 2000 року.

## Фінальна частина

### Одиночний розряд
Алекс Корретха —  Еміліо Бенфеле Альварес 6–3, 6–1, 3–0 retired

### Парний розряд
Пабло Альбано /  Цирил Сук —  Джошуа Ігл /  Ендрю Флорент 6–3, 3–6, 6–3